# Pan-American Motor Company
Pan-American Motor Company war ein US-amerikanischer Hersteller von Automobilen.

## Unternehmensgeschichte
Das Unternehmen wurde 1902 in Mamaroneck im US-Bundesstaat New York gegründet. Beteiligt waren mehrere bekannten Finanzleute von der Wall Street. Genannt sind Albert C. Bostwick, George F. Chamberlin, A. W. S. Cochrane, John H. Flagler, V. Everitt Macy, Sidney Dillon Ripley, Winthrop E. Scarritt und J. Dunbar Wright. Bostwick war die treibende Kraft im Unternehmen. James E. Woodbridge war Generalmanager und William M. Power technischer Ingenieur. 1902 begann die Produktion von Automobilen. Der Markenname lautete Panam. Im Januar 1903 wurde das Werk der Automobile Company of America übernommen und die Ausstattung ins eigene Werk gebracht. Noch 1903 endete die Produktion. Die Commercial Motor Company aus New Jersey übernahm die Anlagen.
Insgesamt entstanden etwa 25 Fahrzeuge.

## Fahrzeuge
1902 gab es nur Prototypen. Sie hatten einen Motor mit ungewöhnlicher Ventilsteuerung, der sich nicht bewährte.

1903 erschienen zwei Modelle mit gewöhnlichen Vierzylindermotoren. Beide hatten eine Lederkonuskupplung, ein Dreiganggetriebe und Kraftübertragung über zwei Ketten zur Hinterachse. Das Model B hatte einen Motor mit 25 PS Leistung und ein Fahrgestell mit 244 cm Radstand. Beim Model C mit 15 PS betrug der Radstand 213 cm.

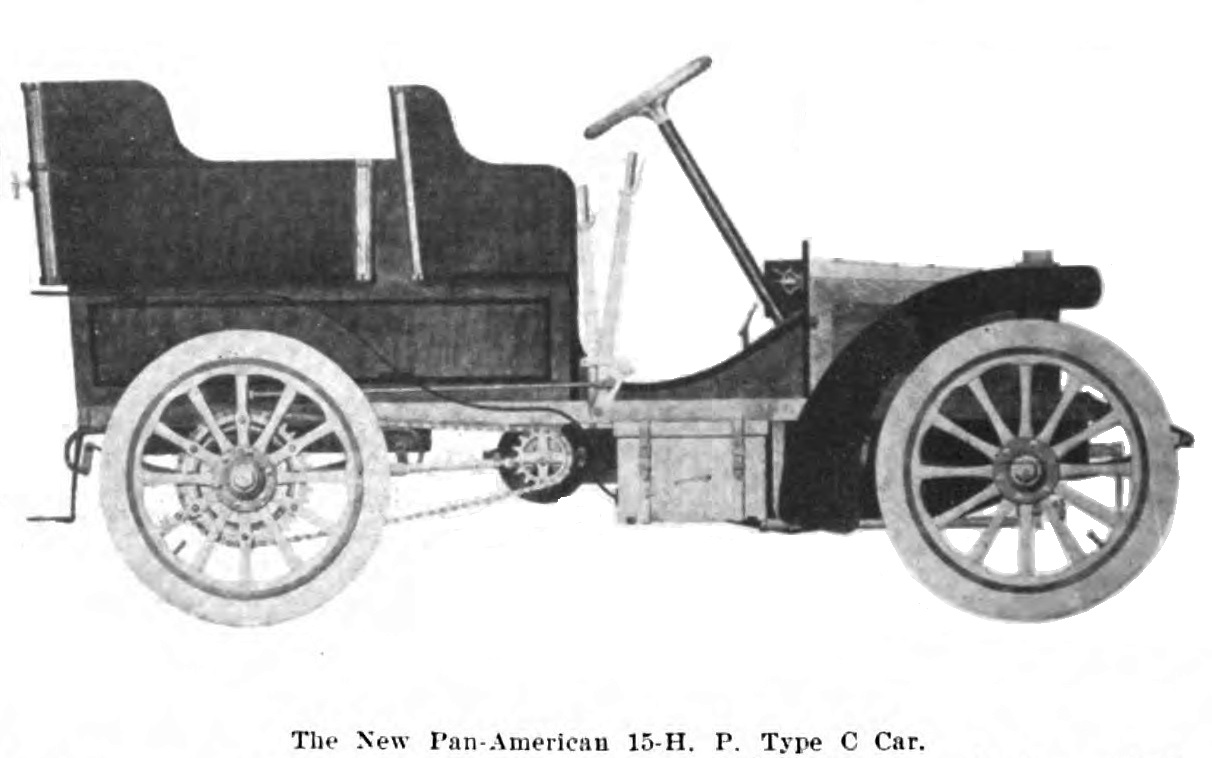
Panam 15 HP (1903)
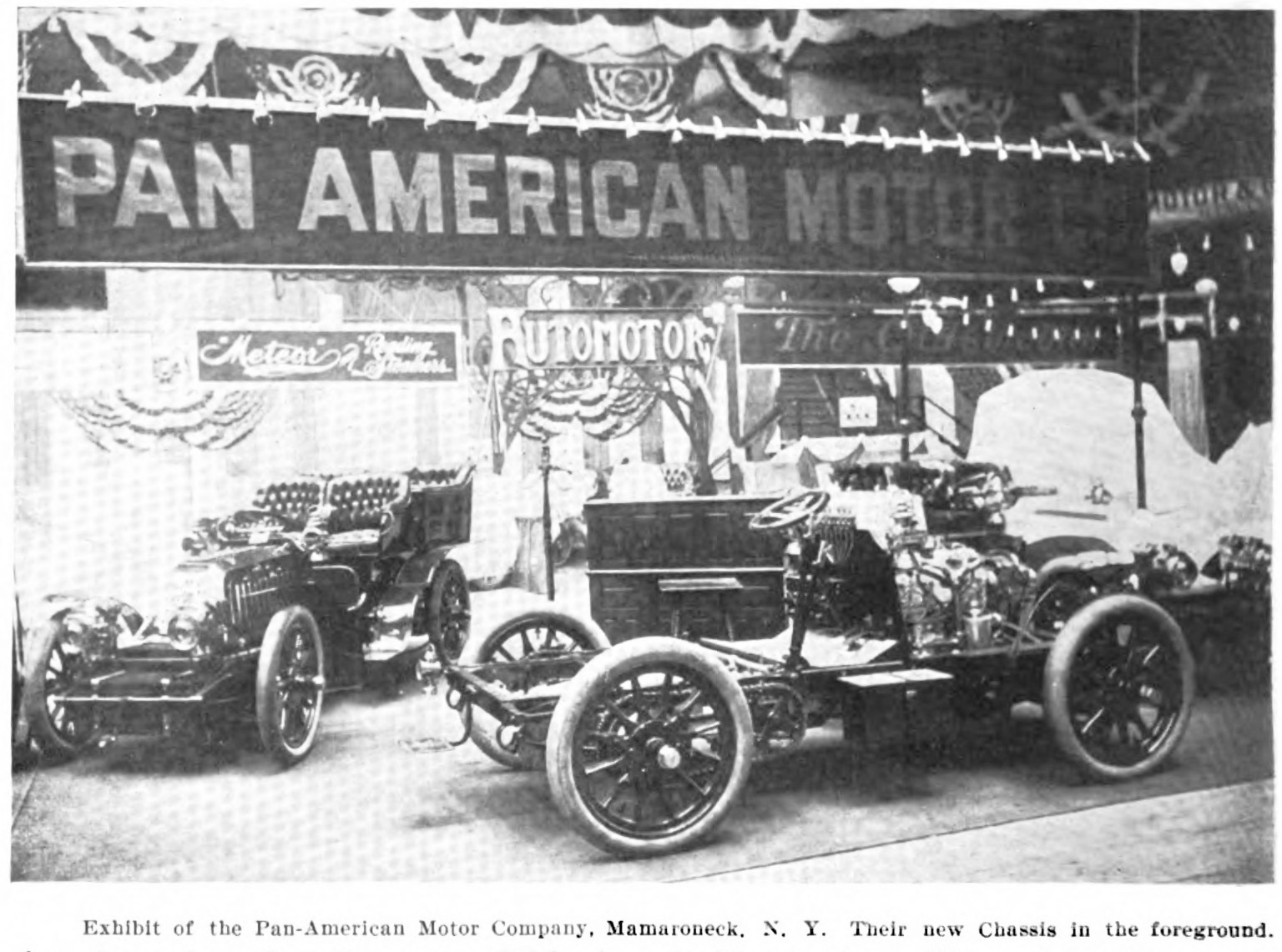
Ausstellung der Pan-American Motor Company, 1903